# Was ist bloß mit meinen Männern los?
Was ist bloß mit meinen Männern los? ist ein deutscher Fernsehfilm, produziert von der Bavaria Filmverleih- und Produktions GmbH. Er wurde am 16. Mai 2002 auf ProSieben das erste Mal ausgestrahlt.

## Handlung
Der 12-jährige Fridolin Sternberg (Max Felder) sucht Antworten auf die Gründe für die Scheidung seiner Eltern. Dabei trifft er im Internet auf Boschi der ihm einen Wunsch erfüllen möchte. Fridolin wünscht sich dabei, dass er anstelle seines Vaters sein möchte. Dieser Wunsch geht in Erfüllung und Fridolin tauscht die Rolle mit seinem Vater Dr. Daniel Sternberg (Thomas Heinze). Während der Vater nun im Kinderkörper wieder zur Schule geht und mit Hilfe von Fridolins bester Freundin Katja (Sidonie von Krosigk) den Alltag bewältigen muss. Währenddessen versucht Fridolin im Körper seines Vaters nun, die neue Geliebte des Vaters loszuwerden und die Ex-Frau wieder für sich zu gewinnen. Dabei stößt er im Job als Richter auf einige Probleme, ebenso wie darauf, dass die Mutter nun ebenfalls einen neuen Liebhaber (Eric Martin, gespielt von Christian Tramitz) hat. Nachdem einige der Probleme gelöst wurden, muss die Verwandlung ebenfalls durch einen Wunsch von Vater und Sohn nach spätestens 48 Stunden wieder rückgängig gemacht werden, da ansonsten der Tausch bestehen bleibt.

## Hintergrund
Die Geschichte beruht auf dem Roman Der Tag, an dem ich Papa war von Hera Lind.

## Nominierungen
Der Film war 2003 für den Kinderfilmpreis nominiert.